# Tavoliere delle Puglie
A Tavoliere delle Puglie (magyar jelentése Apulia asztala) egy síkság Olaszország Puglia régiójának északi részében, az egykori Capitanata vidékén. Nyugaton a Dauniai-szubappenninek határolják, keleten a Gargano-hegység valamint az Adriai-tenger, délen pedig a Fortore és Ofanto folyók. A Pó-síkság után Olaszország második legnagyobb síksága. Kiterjedése 3000 km². A téli hónapokban gyakoriak a Fortore és Ofanto folyók áradásai, a nyarat pedig a hosszas száraz időszakok jellemzik. Központjai San Severo, Lucera, Foggia és Cerignola.

## Története
Már a rómaiak idején jelentős mezőgazdasági vidék volt. A középkorban elmocsarasodott ezért elsősorban állattenyésztésre használták. A 19. század során csapolták le, így a gabonatermesztés ismét fellendült (elsősorban Foggia környékén).

## Települései
A Tavoliere területén fekvő községek:
Ascoli Satriano, Apricena Biccari; Bovino, Candela, Carapelle, Casalvecchio di Puglia, Castelluccio dei Sauri, Castelnuovo della Daunia, Cerignola, Chieuti, Deliceto, Foggia, Lucera, Margherita di Savoia, Ordona, Orta Nova, Poggio Imperiale, San Ferdinando di Puglia, San Paolo di Civitate, San Severo, Serracapriola, Stornara, Stornarella, Torremaggiore, Trinitapoli, Troia, Volturino, Zapponeta.

## Fordítás
Ez a szócikk részben vagy egészben  a   Tavoliere delle Puglie című angol Wikipédia-szócikk ezen változatának fordításán alapul.  Az eredeti cikk szerkesztőit annak laptörténete sorolja fel. Ez a jelzés csupán a megfogalmazás eredetét és a szerzői jogokat jelzi, nem szolgál a cikkben szereplő információk forrásmegjelöléseként.